# Andreu Belsunces Gonçalves
Andreu Belsunces Gonçalves,(Esplugues de Llobregat, Baix Llobregat, gener de 1984) és un sociòleg, professor universitari, periodista, investigador i gestor cultural.
Graduat en Sociologia el 2008 per la Universitat de Barcelona, i màster en Societat de la Informació i el Coneixement per la Universitat Oberta de Catalunya, és un sociòleg del disseny i la tecnologia, que ha investigat la intersecció entre la sociologia de la tecnologia i el disseny, cultures postdigitals, noves narratives, pràctiques col·laboratives i innovació social. Resident a Montevideo des del 2008, Andreu Belsunces és també un gestor cultural, col·laborador del suplement de cultura, ciència i tecnologia del diari El Observador i docent de tendències contemporànies de la comunicació a la Universitat Catòlica de l'Uruguai. També ha exercit com a professor associat a la UOC (Universitat Oberta de Catalunya), a l'Escola Superior de Disseny (IED) i a l'Escola Massana, i és investigador assistent al grup 'Communication Networks & Social Change Research Group' de l'Internet Interdisciplinary Institute (IN3), de la Universitat Oberta de Catalunya (UOC). Ha treballat a la Oficina de la UNESCO per al MERCOSUR a l'Uruguai, i al Laboratori d'Innovació Social CoBoi. També ha treballat com a consultor per a administracions públiques i companyies privades, entre elles, Domestic Data Streamers.
A nivell artístic i cultural ha col·laborat amb la UNESCO, l'Agència Espanyola de Cooperació Internacional per al Desenvolupament (AECID), l'Hangar (Centre de Producció d'Arts Visuals), Medialab-Prado, el Museu del Disseny de Barcelona, el Centre de Cultura Contemporània de Barcelona (CCCB), CosmoCaixa Barcelona, The Wrong Biennale o Sónar+D. Ha estat investigador resident sobre polítiques de la interfície a Hangar.
Ha escrit sobre cultura i tecnologia a diversos mitjans, i ha publicat el seu treball en diversos llibres, com Crossmedia Innovations (Peter Lang), Fanáticos (UOC Press) i Design Does (ELISAVA). És cofundador de 'Becoming', un espai col·lectiu per observar realitats sociotècniques emergents.El seu treball ha sigut publicat a diferents llibres entre els que estan És co-fundador de 'Becoming', un estudi de recerca en escenaris emergents post-digitals.